# 乌兹别克斯坦宗教

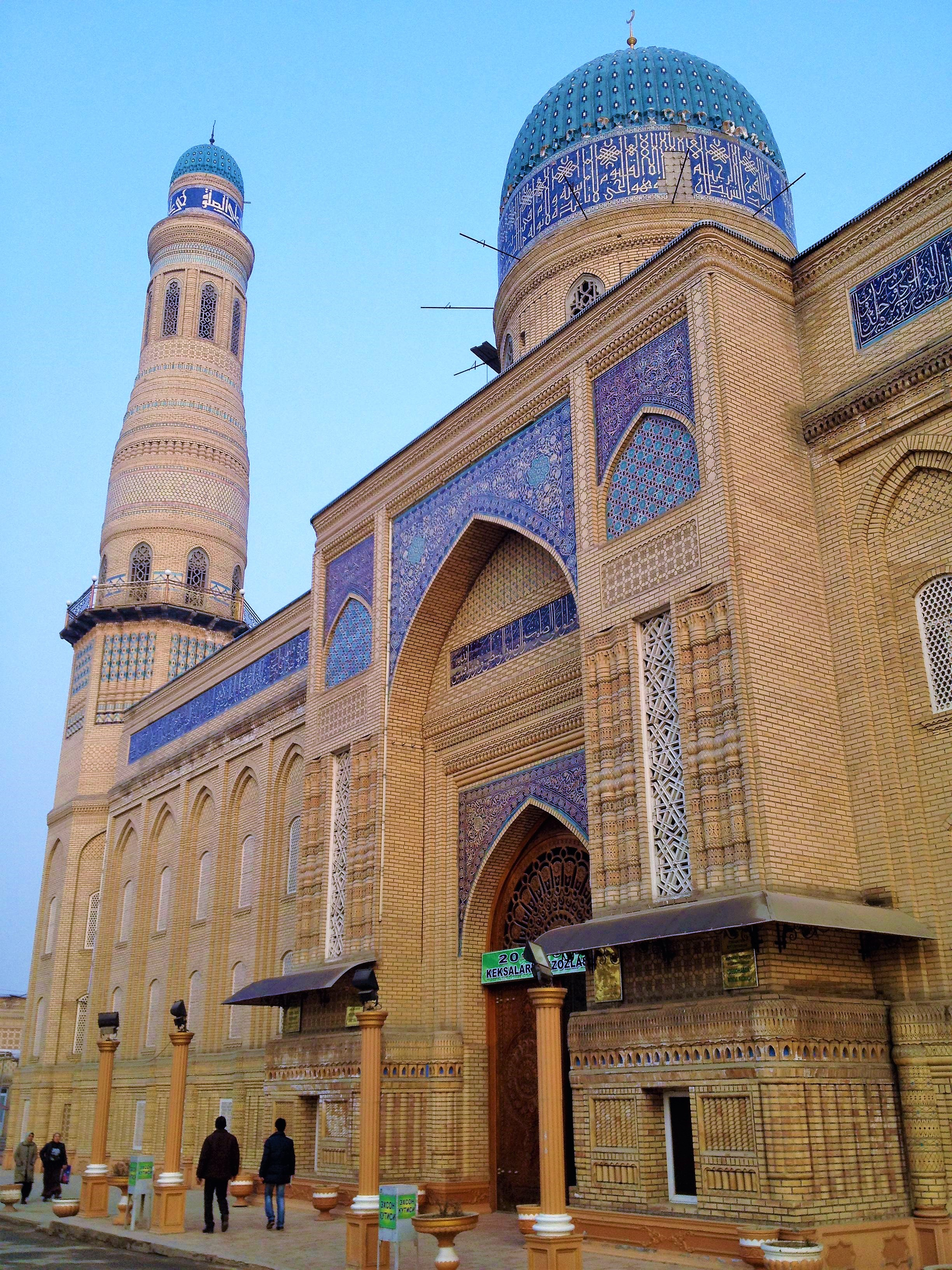
安集延的Devonaboy清真寺，伊斯蘭教是烏茲別克斯坦的主要宗教

烏茲別克斯坦為世俗國家，96.3％的人口信奉伊斯蘭教。

## 宗教組織
根據WIN-Gallup International 2012年全球宗教和無神論指數，烏茲別克斯坦受訪者中有79％認為自己是宗教人士，另有18％的人表示他們是無神論者或無宗教，3％未表態。
截至2010年6月1日，烏茲別克斯坦共有2225個註冊宗教組織：
|    | 宗教教派           | 數量  |
| -- | ------------------ | ----- |
| 1  | 伊斯蘭教           | 2 050 |
| 2  | 韓國正教會         | 52    |
| 3  | 俄羅斯正教會       | 37    |
| 4  | 浸信會             | 23    |
| 5  | 五旬節宗           | 21    |
| 6  | 基督復臨安息日會   | 10    |
| 7  | 猶太教             | 8     |
| 8  | 巴哈伊             | 6     |
| 9  | 羅馬天主教         | 5     |
| 10 | 新使徒教會         | 4     |
| 11 | 路德會             | 2     |
| 12 | 亞美尼亞使徒教會   | 2     |
| 13 | 耶和華見證人       | 1     |
| 14 | 國際奎師那知覺協會 | 1     |
| 15 | 佛教               | 1     |
| 16 | 上帝之聲           | 1     |
| 17 | 聖經協會           | 1     |

| 烏茲別克斯坦宗教（2004） | 烏茲別克斯坦宗教（2004） | 烏茲別克斯坦宗教（2004） | 烏茲別克斯坦宗教（2004） | 烏茲別克斯坦宗教（2004） |
| ------------------------ | ------------------------ | ------------------------ | ------------------------ | ------------------------ |
| 宗教                     | 宗教                     |                          | %                        | %                        |
| 伊斯蘭教                 | 伊斯蘭教                 |                          | 88%                      | 88%                      |
| 基督宗教（東正教）       | 基督宗教（東正教）       |                          | 9%                       | 9%                       |
| 其他                     | 其他                     |                          | 3%                       | 3%                       |

## 歷史

### 蘇聯加盟國時期
無神論是蘇聯和其他馬克思-列寧主義國家的官方政策。蘇聯使用了“國家”（gosudarstvo）和“無神論”（ateizm）的音節縮寫gosateizm，指的是徵用宗教財產，發布宗教訊息和官方宣傳反宗教信仰的政策。1980年代後期，蘇聯通過消除烏茲別克斯坦的外在呈現，成功地遏制了宗教：關閉清真寺和伊斯蘭學校；禁止宗教文學；禁止非國家認可的宗教領袖和教會。

### 獨立後
獨立後的烏茲別克斯坦仍是一個世俗國家。烏茲別克斯坦憲法第61條規定，宗教組織和協會應與國家政治分離，法律面前人人平等，國家不得干涉宗教團體的活動。1990年代初期，隨著蘇聯政權的結束，大批來自沙特阿拉伯和土耳其的伊斯蘭教傳教士來到烏茲別克斯坦，重新將蘇菲派和瓦哈比派伊斯蘭教傳入。1992年，在納曼干，來自沙特阿拉伯的伊斯蘭大學的激進伊斯蘭教主義組織控制了一座政府大樓，要求總統伊斯蘭·卡里莫夫宣布烏茲別克斯坦為一個伊斯蘭國家，並把沙里亞作為唯一的法律制度。然而，烏茲別克斯坦政府並無這麼做，而且驅逐激進伊斯蘭武裝組織，其領導人後來逃往阿富汗和巴基斯坦，後來被聯軍處死。1992年和1993年，約有50名沙特阿拉伯伊蘭傳教士被驅逐出境，蘇菲派傳教士也被迫停止在烏茲別克斯坦的活動。

## 伊斯蘭教
烏茲別克斯坦穆斯林中，遜尼派比什葉派多。伊斯蘭教在公元8世紀阿拉伯人入侵中亞時傳入烏茲別克斯坦，伊斯蘭教最初在土耳其斯坦南部地區流傳，隨後逐漸向北擴展。在14世紀，帖木兒建造了許多宗教建築，包括Bibi-Khanym 清真寺。他也幫艾哈邁德·亞薩維（Ahmed Yesevi）修建了伊斯蘭風格的陵墓(麻札)。在蘇聯統治時代，蘇聯極大地改變了烏茲別克斯坦人民對伊斯蘭教的了解，在中亞穆斯林之間製造了相互衝突的伊斯蘭思想體系。政府贊助官方的反宗教運動，嚴厲打擊伊斯蘭運動。此外，許多穆斯林大量俄羅斯化。許多清真寺被關閉，在史達林統治時期，許多穆斯林成為大規模驅逐的受害者。在烏茲別克斯坦，蘇聯政權的結束並沒有像許多人所預料的那樣引起伊斯蘭原教旨主義的高漲，而是逐漸又重新認識了伊斯蘭信仰。根據皮尤研究中心的報告，目前烏茲別克斯坦的穆斯林人口為96.3％。

## 基督宗教
在伊斯蘭教傳入之前，烏茲別克斯坦有東方教會基督徒社群，包括亞述人（歷史上與景教相關）和敘利亞東方正統教會。在公元七世紀到十四世紀之間，在今天的烏茲別克斯坦境內存在景教社群。景教基督徒主要分布在布哈拉和撒馬爾罕。在中亞地區發現的文物中，有許多十字造型硬幣在布哈拉周圍地區被發現，大部分可追溯到公元七世紀末或八世紀初。事實上，在布哈拉附近發現了更多的帶有基督宗教符號的金幣比中亞其他任何地方都要多，使人們認為基督宗教是這個造幣發明的王國的宗教，甚至是國教。在阿拉伯人入侵之後，景教基督徒被要求繳納人頭稅以換取其宗教特權，並且禁止建立新的教堂及公開場合展示十字架。於種種限制，一些基督徒皈依伊斯蘭教。其他一些因素，如1338年至1339年左右發生的瘟疫，可能摧毀了那裡的許多基督徒社群，以及絲綢之路的經濟優勢幾乎完全掌握在穆斯林手中。此外，西班牙駐帖木爾帝國的大使克拉維約於1404年在撒馬爾罕提到了景教基督徒、敘利亞東方正統教會基督徒，亞美尼亞基督徒和希臘基督徒。然而，在帖木爾的孫子烏魯伯格（1409-1449）統治期間，基督徒因被迫害而完全消失於烏茲別科斯坦。基督宗教在1867年俄羅斯征服之後重新回到了這個地區，那時在大城市建了東正教會的教堂，為俄羅斯裔和歐裔的居民和軍官提供宗教服務。現在烏茲別克斯坦大多數基督徒都是屬於正教會的俄羅斯裔。除了東正教會外，也有羅馬天主教徒的基督徒社群，信徒主要是波蘭人。烏茲別克斯坦的天主教會在教廷梵蒂岡的管轄下，屬於普世天主教會的一部分。
|   | 烏茲別克的天主教堂               |
| - | -------------------------------- |
| 1 | 塔什干聖心大教堂                 |
| 2 | 撒馬爾罕聖施洗約翰大教堂         |
| 3 | 費爾干納聖瑪麗大教堂             |
| 4 | 布哈拉聖安德魯使徒大教堂         |
| 5 | 烏爾根奇慈悲之母聖母瑪利亞大教堂 |

新教基督徒不到百分之一的人口。烏茲別克斯坦福音路德教會有七個教區。主教的教區在塔什干。2015年的一項研究估計，來自該國從穆斯林改宗基督徒約1萬名，其中大部分屬於福音派或其他新教教派。

## 猶太教
2007年，烏茲別克斯坦的猶太人人數上升到5000人，佔總人口的0.2％。 只有少數的布哈拉猶太人留在烏茲別克斯坦。

## 印度教
國際奎師那知覺協會為烏茲別克斯坦的一個印度教註冊組織。

## 佛教
在現今烏茲別克斯坦境內發現了許多佛教文物，顯示了這個宗教在全盛時期的廣泛信仰。

## 瑣羅亞斯德教
瑣羅亞斯德教在伊斯蘭教傳入前就已經在烏茲別克斯坦存在，現今烏茲別克斯坦的瑣羅亞斯德教徒有7400人。

## 無神論
根據WIN-Gallup International 2012年全球宗教無神論指數，參與調查的受訪者中有2％的人是無神論者。